# Collezione privata Safilo
La Collezione privata Safilo è una collezione di circa 3000 pezzi dedicati alla storia dell'occhiale e dell'azienda stessa. Il museo digitale Galleria Safilo Archiviato il 15 marzo 2018 in Internet Archive., interamente dedicato alla storia dell’occhialeria, ospita dal 2017 una selezione di oggetti unici della collezione. 

## Storia
La collezione ebbe inizio negli anni '70 per volontà dell'allora presidente Vittorio Tabacchi e venne inizialmente chiamata Museo dell'occhiale Safilo e in seguito Galleria Guglielmo Tabacchi, in onore del padre fondatore dell'azienda.
La prima sede espositiva, risalente agli anni '80, si trovava presso il nucleo iniziale dell'azienda in via Molinà a Calalzo di Cadore, luogo storico per l'azienda stessa ma anche per la storia dell'occhialeria cadorina che ebbe inizio proprio lungo il rio Molinà nel 1878. 
Nel 1996 la collezione viene trasferita a Padova presso la sede principale dell'azienda, nel 2009 il museo viene completamente rinnovato con un progetto espositivo realizzato ancora una volta dall'Atelier Mendini. 
Il museo viene definitivamente chiuso al pubblico nel 2010.
Nel 2017 nasce il progetto digitale GalleriaSafilo Archiviato il 15 marzo 2018 in Internet Archive., il primo museo digitale interamente dedicato alla storia dell’occhialeria.

## La Collezione
Il fondo più consistente è quello relativo agli occhiali con esemplari che risalgono al 1500 fino ai giorni nostri. La collezione inoltre raccoglie cannocchiali terrestri, binocoli da teatro e altri particolari occhiali in voga nei secoli scorsi. Una sezione è dedicata all'attività sportiva che in Italia ebbe inizio con la produzione di maschere da neve per l'esercito italiano durante la prima guerra mondiale. L'interesse maggiore dell'industria dell'occhialeria risulta comunque l'ambiente della moda, soprattutto nel secondo dopo guerra ad oggi. 
Una parte della collezione raccoglie illustrazioni e dipinti, da antiche incisioni risalenti alla fine del XV secolo come le prime illustrazioni di uomini con gli occhiali che si possono osservare nelle Cronache di Norimberga. La parte della pinacoteca, sebbene numericamente non consistente, raccoglie pezzi significativi a dipinti di grandi maestri del passato come la Santa Lucia del Guardi, l'autoritratto di Reynolds Joshua ad altri di artisti più vicini ai nostri giorni come gli autoritratti di Matisse, opere di Andy Wharoll e una quasi inedita accumulazione di Arman.
Nella collezione sono presenti anche strumenti ottici usati da medici ed ottici nel passato, strumenti per misurare la vista ma anche per curare le malattie dell'occhio. Tra i vari reperti vengono raccolti anche gli strumenti che un tempo servirono per costruire gli occhiali.
Infine vi è una parte legata alle memorabilia e agli occhiali indossati dalle varie celebrità, una serie di gadget e occhiali appartenuti o legati alla vita di Elvis Presley, parte della vasta e particolare collezione di occhiali appartenuti e indossati da Elton John, una serie appartenuta ai Duchi di Windsor e altri legati a star del cinema e della musica come Marlyn Monroe, Bono, Madonna o Vasco Rossi.

## Il Museo Digitale
Nel 2017, in occasione di Mido, Safilo ha presentato il primo museo digitale interamente dedicato alla storia dell’occhialeria: GalleriaSafilo Archiviato il 15 marzo 2018 in Internet Archive. . Il progetto, sviluppato interamente in ambiente cloud, consente ai visitatori di vivere l’esperienza della visita a un museo dal proprio dispositivo (desktop, tablet, mobile) sfruttando al massimo e in modo intuitivo le opportunità e il linguaggio offerti dai social network. 
Ogni ospite della Galleria Safilo ha infatti la possibilità di registrarsi e creare una propria “galleria” personale, selezionare e scaricare i pezzi preferiti tra i 350 oggetti unici della collezione permanente Safilo in mostra, tra cui occhiali appartenuti a personaggi come Elvis Presley, Madonna ed Elton John e opere d’arte antiche e contemporanee – tutti classificati per genere (ancient, modern, active, celebrities, lifestyle, art, science), epoca storica (dal XVII al XXI secolo), brand (Safilo, Polaroid, Carrera, Smith) - per poi condividerli attraverso i propri canali social. 
L’esposizione sarà permanente e si arricchirà progressivamente con l’inserimento di ulteriori oggetti a partire dai 3 000 disponibili. All’esposizione digitale permanente, GalleriaSafilo Archiviato il 15 marzo 2018 in Internet Archive. affianca un calendario di eventi e mostre tematiche temporanee, dedicati di volta in volta alla valorizzazione di luoghi, personaggi, oggetti inediti o particolarmente significativi per il mondo dell’occhiale. 